# Клиент-центрирана терапия
Клиент-центрираната терапия е един от основните подходи в консултирането и психотерапията, който е формулиран от Карл Роджърс през 1940.

## Централна хипотеза
Този метод се основава на убеждението, че при наличието на оптимален психологически климат хората имат в себе си големи ресурси за себеразбиране, за промяна на възгледите за себе си и за другите и за генериране на себенаправлявано поведение.

## Условия подпомагащи растежа
Три от тези условия са свързани с нагласите на терапевта, т.е. предлагат се от терапевта: неподправеност, автентичност или съответствие; приемане, загриженост, положително оценяване или безусловно положително отношение; емпатия и разбиране. Другите условия са: клиентът и терапевтът да бъдат в психологически контакт, клиентът да е уязвим, тревожен, в състояние на вътрешно несъответствие (иначе не би имало терапия, когато човек се чувства добре) и клиентът да възприема или "регистрира условията, предлагани от терапевта.

### Съответствие
Това се смята за най-важното условие. Терапевтът участва в отношението без срам или фасада, без да създава професионален параван. Той осъзнава чувствата си и е свободен да ги изрази пред клиента. Терапевтът иска да създаде прозрачност в отношенията, равностойни човешки взаимоотношения, а не да се заеме с професионална поза, за която личните чувства да бъдат скрити и неясни.

### Безусловно положително отношение
Терапевтът оценява положително уникалната индивидуалност на клиента си. Той е готов да слуша, разбира и приема всички мисли, чувства и постъпки на клиента, независимо дали е съгласен с тях. Терапевтът се грижи за клиента безкористно и приема объркването, враждебността и депресията му в същата степен, в която и приема яснотата, любовта и оптимизма.

### Емпатично разбиране
Терапевтът слуша това, с което клиентът се опитва да комуникира, особено на равнището на чувствата, и в отговор споделя разбраното с клиента. Споделянето става, както вербално, така и невербално: уважението на терапевта към начина, по който клиентът преживява света, е от основно значение, както и интересът му да бъде компаньон на клиента, когато той изследва своя свят и желае да сподели откритията си с терапевта.

## Промени в клиента
Центрираната върху клиента хипотеза се заключава в това, че ако той изживее нагласите на терапевта, ще се промени в предвидима посока. Повечето от посоките на промяна се обобщават от два основни конструкта на теорията за личността – Аз и изживяване, които са тясно свързани. Те до голяма степен са приложими и към редица други психотерапевтични подходи. Двата най-значими ефекта от успешното прилагане на клиент-центрираната терапия са повишаването на самооценката и по-голямо откритост за собствените изживявания.